# Günther Maul
Günther Edmund Maul (Frankfurt am Main, 7 de maio de 1909 —  Funchal, 28 de setembro de 1997) foi um ictiologista e taxidermista que se fixou na ilha da Madeira, onde se distinguiu no estudo da fauna local e como um dos mais destacados fundadores do Museu de História Natural do Funchal.

## Biografia
Estudou taxidermia no Senckenberg Forschungsinstitut de Frankfurt (anexo ao Museu de História Natural Senckenberg) e dermoplastia no Instituto de Zoologia da Universidade de Leipzig (Zoologisches Institut der Universität Leipzig) sob a orientação do taxidermista Herman ter Meer,  pioneiro das técnicas dermoplásticas.
Günther Maul chegou à ilha da Madeira em 29 de outubro de 1930, a convite de Adolfo César de Noronha, então director do Museu Municipal do Funchal, que o seleccionara como taxidermista para preparar a colecção da instituição (recém-criada e ao tempo designada Museu Regional da Madeira). Esta contratação para trabalhar como taxidermista iniciou uma relação com o Museu e com a cidade do Funchal que se manteria por mais de 60 anos, apenas terminando com o falecimento de Maul em 1997. 
Chegou ao Funchal, iniciou de imediato as funções para que tinha sido contratado pela Câmara Municipal do Funchal, permitindo que o Museu abrisse ao público em 1933, tendo como director Adolfo César de Noronha. As técnicas de dermoplastia que introduziu na preparação dos espécimes para exibição fizeram que desde início se tenha destacado pela qualidade dos seus trabalhos como taxidermista, sendo o responsável pela montagem da esmagadora maioria dos exemplares que ainda hoje se encontram em exposição no Museu de História Natural do Funchal, alvo dos maiores elogios.
No Museu Municipal, depois transformado em Museu de História Natural do Funchal, desempenhou as funções de taxidermista a tempo integral até 1943, ano em que foi nomeado director da instituição após a aposentação de Noronha, cargo que exerceu até se aposentar em 1981. Mesmo após a aposentação, manteve-se ligado à instituição como investigador, apenas deixado de trabalhar pouco tempo antes do seu falecimento.
No campo científico esteve na origem da criação de dois periódicos dedicados à história natural, o Boletim do Museu Municipal do Funchal, aparecido a público em 1945, e a revista Bocagiana, aparecida em 1959. Dirigiu a abertura ao público do aquário do Museu Municipal do Funchal, objectivo que conseguiu em 1959.
Ao longo da sua carreira como ictiologista, participou em várias expedições científicas, incluindo uma que em 1966 utilizou o batiscafo francês Archimède. Também lhe é devida a organização da primeira expedição multidisciplinar à ilhas Selvagens, organizada em 1963.
Günther Maul é autor da descrição científica de várias espécies de peixes, entre as quais Himantolophus albinares, Coryphaenoides thelestomus, Macruronus maderensis, Rouleina maderensis e Argyripnus atlanticus. Pelo menis três espécies e um género de peixes receberam designações taxonómicas em sua homenagem (Himantolophus mauli Bertelsen & Krefft, 1988, Pollichthys mauli (Poll, 1953) e Maulisia mauli Parr, 1960 no género Maulisia). O seu nome é também epónimo de uma espécie de mocho anão apenas conhecida do registo fóssil da Madeira (Otus mauli) e de uma traça (Acrolepiopsis mauli). Também o ictiologista britânico Peter J. Miller dedicou a Maul o nome genérico do género de cabozes Mauligobius.
Pela excelência da sua carreira científica, recebeu um doutoramento honoris causa concedido pela Universidade da Madeira em 1995. Em sua memória é atribuído trienalmente um prémio, destinado a galardoar jovens biólogos que se distingam na actividade científica, intitulado Prémio Internacional Günther E. Maul. É também recordado na toponímia da cidade do  Funchal.
Em 1982 recebeu a Medalha de Mérito da Região Autónoma da Madeira, em 1983 a Ordem de Mérito da República Federal da Alemanha (Verdienstorden der Bundesrepublik Deutschland) e em 1995 foi feito grande oficial da Ordem do Mérito da República Portuguesa.

## Obras publicadas
Publicou mais de 50 trabalhos científicos, incluindo capítulos de livros sobre ictiologia, e descreveu pelo menos 20 espécies novas para a ciência. Entre 1980 e 1994 as suas publicações foram citadas 64 vezes na literatura científica internacional e foram-lhe dedicados dois géneros (Maulisia e Mauligobius) e 24 espécies novas para a ciência. Entre muitas outras, é autor das seguintes obras:
- 1955 : Five species of rare sharks new for Madeira including two new to science. Not. Nat. (Phila.) : 1-13.